# Zasavica (Donja Zasavica)
Pour les articles homonymes, voir Zasavica.
Zasavica ou Donja Zasavica (en serbe cyrillique : Засавица ou Доња Засавица) est un village de Serbie situé dans la province autonome de Voïvodine et sur le territoire de la ville de Sremska Mitrovica, district de  Syrmie (Srem). Au recensement de 2011, il comptait 608 habitants.
Zasavica est une communauté locale, c'est-à-dire une subdivision administrative, de la Ville de Sremska Mitrovica ; le nom administratif de la communauté est « Zasavica II ».

## Géographie

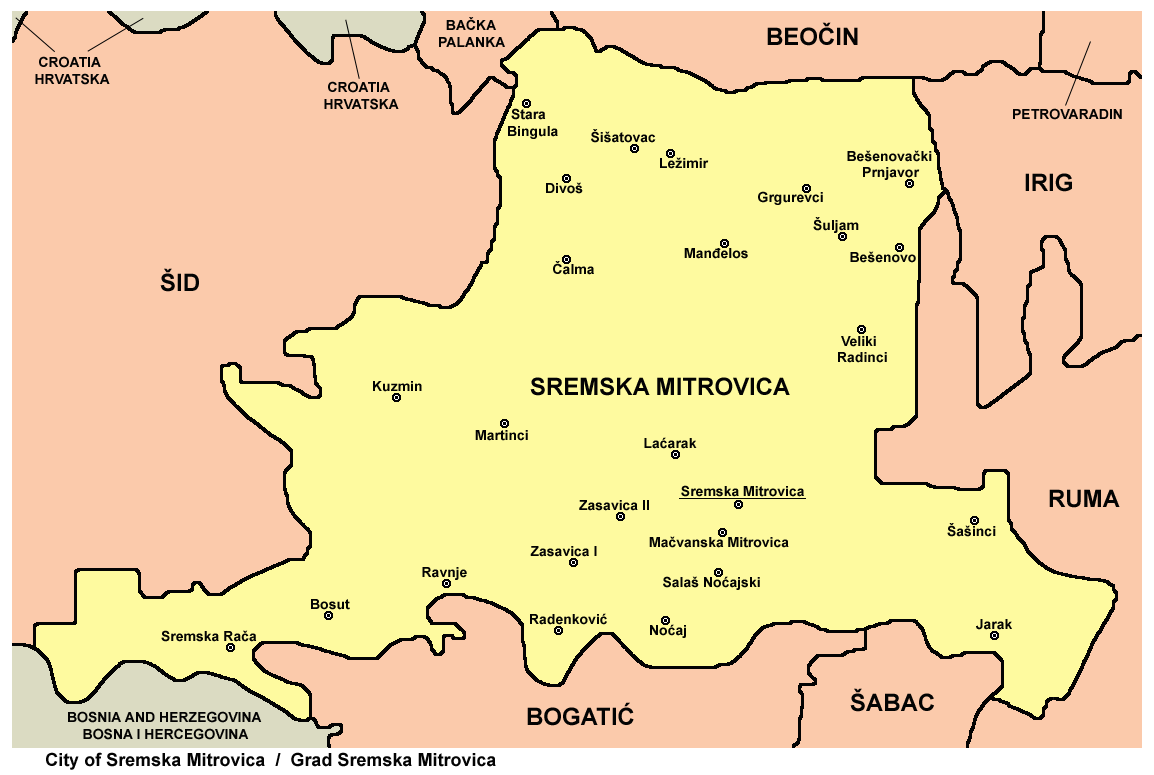
Localisation de Zasavica II dans la ville de Sremska Mitrovica

Bien qu'il soit rattaché au district de Syrmie, le village est situé dans la région de la Mačva.

## Démographie

### Évolution historique de la population
| 1948 | 1953 | 1961 | 1971 | 1981 | 1991 | 2002 | 2011 |
| ---- | ---- | ---- | ---- | ---- | ---- | ---- | ---- |
| 769  | 814  | 806  | 760  | 767  | 750  | 707  | 608  |

|  |

### Données de 2002
Pyramide des âges (2002)
En 2002, l'âge moyen de la population était de 38,9 ans pour les hommes et 38,4 ans pour les femmes.
Répartition de la population par nationalités (2002)
En 2002, les Serbes représentaient 82,4 % de la population ; le village abritait notamment une minorité rom (5,8 %).

### Données de 2011
En 2011, l'âge moyen de la population était de 41,4 ans, 39,7 ans pour les hommes et 43,3 ans pour les femmes.